# Antje Garden
Antje Garden (* 20. April 1951 in Berlin; † 20. Mai 1993 in Dresden) war eine deutsche Fernsehansagerin und Moderatorin.

## Leben
Antje Garden war eine Ansagerin und Moderatorin des DDR-Fernsehens. 1978 war die 27-jährige Antje Garden zum Fernsehen der DDR gekommen und schnell avancierte die Rothaarige zu einem der Stars des „Ansagekollektivs“. Besonderer Beliebtheit erfreute sich ihre jeweils zum Programmschluss ausgestrahlte Sendereihe Erotisches zur Nacht, in der sie Geschichten, Lieder und Gedanken zum Thema präsentierte. Als Ansagerin übernahm sie auch eine Gastrolle im 1987 erschienenen DEFA-Kinderfilm Hasenherz. Nach dem Ende des DFF ging sie zu RTL und zum Mitteldeutschen Rundfunk und war vor allem als Moderatorin im MDR-Club, der späteren Talkshow Riverboat zu sehen.
Antje Garden starb im Alter von 42 Jahren in der Himmelfahrtsnacht zum 20. Mai 1993 um 2.10 Uhr bei einem Autounfall auf der Bautzner Straße in Dresden. Sie war mit dem damaligen MDR-Landespolitik-Chef und späteren Geschäftsführer des ADAC Niedersachsen Hans-Henry Wieczorek unterwegs, als dieser angetrunken bei überhöhter Geschwindigkeit die Kontrolle über das Auto verlor und gegen einen Laternenmast prallte. Ihr Grab befindet sich auf dem Evangelischen Friedhof Berlin-Friedrichshagen.
Am 3. Oktober 2007 wurde sie in der MDR-Sendung Die Wahl der beliebtesten Fernsehansager aus 100 bekannten Kollegen auf Platz 9 gewählt. Im DFF zählte sie zu den bekanntesten und beliebtesten Ansagerinnen.
Antje Garden war mit dem Sänger Rainer Garden verheiratet. Aus der Ehe ging eine Tochter hervor, aus ihrer ersten Ehe stammt ein Sohn.